# Fußballländerspiel Schweiz – Deutschland 1908
Das Fußballländerspiel Schweiz gegen Deutschland 1908 fand am 5. April zwischen den Nationalmannschaften beider Länder im Basler Landhof-Stadion statt. Es war das erste Länderspiel der deutschen Nationalmannschaft sowie das dritte Länderspiel und der erste Sieg für die Schweizer. Das Spiel endete 5:3.

## Vorgeschichte
Am 30. November 1872 hatten England und Schottland das erste Länderspiel der Fußballgeschichte ausgetragen. 1876 und 1882 folgten die beiden anderen britischen Verbände Wales und Irland. Auch zwischen den USA und Kanada hatte es bereits 1885 ein inoffizielles Länderspiel in Nordamerika gegeben. In Südamerika fand das erste Länderspiel im Jahr 1902 zwischen Argentinien und Uruguay statt. Ebenfalls 1902 wurde das erste Länderspiel in Europa außerhalb der britischen Inseln zwischen Österreich und Ungarn ausgetragen.
Bei den Olympischen Sommerspielen 1900 und 1904 war Fußball Demonstrationswettbewerb, es nahmen aber nur Vereinsmannschaften teil.
Der 1895 ins Leben gerufene Schweizerische Fussballverband gehörte am 21. Mai 1904 zu den Gründungsmitgliedern der FIFA. Die Schweizer trugen nach einigen inoffiziellen Begegnungen ihr erstes offizielles Länderspiel 1905 in Paris gegen Frankreich aus. Das zweite Länderspiel folgte erst 1908 in Genf, ebenfalls gegen die Franzosen.
Fußball hatte in der Schweiz bereits eine lange Tradition, nachdem britische Studenten schon 1860 in Lausanne einen Fußballklub gegründet hatten. Die weitere Verbreitung des Fußballs in Kontinentaleuropa erfolgte maßgeblich durch ausländische Studenten, die in den Schweizer Eliteschulen und Universitäten den Fußball kennengelernt hatten. Einer von ihnen war der Deutsche Walther Bensemann, der in Deutschland zwischen 1898 und 1901 sieben „Internationale Fußballwettspiele“ gegen französische und englische Mannschaften organisiert hatte, die aber keinen offiziellen Charakter hatten und später als „Ur-Länderspiele“ bezeichnet wurden. In dieser Zeit, am 28. Januar 1900, wurde der Deutsche Fußball-Bund gegründet.
Als sich Deutschland und die Schweiz am 5. April 1908 zum ersten Länderspiel trafen, hatten andere Verbände, insbesondere die britischen, bereits mehrere Länderspiele ausgetragen (siehe Liste der ersten Fußball-Länderspiele). Für die Schweiz war es das dritte.
In Deutschland steckte der Fußball trotz bereits vier ausgetragener Deutscher Meisterschaften organisatorisch noch in den Kinderschuhen. Einen Bundestrainer, der die Spieler nominierte, gab es noch nicht, für die Auswahl der Spieler war der Spielausschuss des DFB unter Hugo Egon Kubaseck zuständig. Da der Einfluss der Regionalverbände im DFB sehr hoch war, musste der Spielausschuss bei der Zusammenstellung die Gewichtung der Verbände berücksichtigen. Vier Spieler kamen aus dem seinerzeit noch größten Regionalverband, dem Verband Süddeutscher Fußball-Vereine, drei stellte der Westdeutsche Spiel-Verband, zwei kamen aus Mitteldeutschland und jeweils einer aus Norddeutschland und Berlin. Aus dem Bereich des erst kurz zuvor gegründeten Baltischen Rasensport-Verbandes wurde kein Spieler nominiert.
Erst im Februar 1908 hatte der Deutsche Fußball-Bund beschlossen, Länderspiele durchzuführen. Daher konnte der Spieltermin erst wenige Wochen vor dem Anpfiff festgesetzt werden und viele der besten deutschen Spieler waren verhindert. Allein sieben designierte Nationalspieler konnten am Länderspiel nicht teilnehmen, da zwei Berliner Stadt-Auswahlmannschaften gegen Mannschaften aus Wien und Leipzig antraten. Zudem hat sich eine Woche vor dem Spiel der erfahrene Heinrich Riso verletzt. Riso, der mit Walter Hempel Teil des eingespielten Abwehr-Duos des zweifachen Deutschen Meisters VfB Leipzig war, wurde durch den 24-jährigen Magdeburger Linksverteidiger Ernst Jordan ersetzt, dessen schlechte Leistung und Eigentor später für die Niederlage mit verantwortlich gemacht wurden.
Die Spieler, die nominiert wurden, erfuhren dies teilweise zuerst über die Zeitung, bevor sie wenige Tage vor dem Spiel die offizielle Einladung des DFB erhielten. Fritz Becker berichtete später:

„Nach der Veröffentlichung in der Zeitung habe ich damals über eine Woche lang nichts mehr von meiner Aufstellung für den Länderkampf gehört. Zwei in Frankfurt ansässige Mitglieder des DFB-Vorstandes bzw. des VSFV konnten mir lediglich bestätigen, dass es mit meiner Nominierung zum Länderspiel seine Richtigkeit habe. Endlich kam dann am Donnerstag die sehnlichst erwartete Nachricht vom DFB. […] Dann kam endlich am Freitagnachmittag, also nicht einmal 24 Stunden vor der Abfahrt des Zuges nach Basel, der Schlussbescheid. Kurz und bündig: Am Samstag würde mir an der Bahnsteigsperre (Zug kommt aus Berlin) die Fahrkarte zur Reise nach Basel ausgehändigt.“

Die meisten Spieler lernten sich erst auf der Bahnfahrt nach Basel oder direkt vor dem Spiel kennen und hatten in dieser Zusammensetzung nicht einmal miteinander trainiert. Erst am Morgen des Spiels traf man sich in Basel zur Mannschaftsbesprechung, nachdem alle Spieler einzeln und auf eigene Kosten angereist waren – der DFB stellte lediglich 20 Mark für Spesen. Über den Ablauf des Spieltages hieß es im amtlichen Bericht des DFB unter anderem:

„Am Sonntag früh um 9 Uhr war Kleidungsapell bei Herrn Behm, welcher die „Vermessungen“ usw. „ganz in weiß“ beaufsichtigte. Das erste Frühstück ließen sich alle vortrefflich munden. Gegen 10 Uhr stellten sich die Schweizer Herren ein, um uns zu froher Fahrt durch die Stadt abzuholen. Im Anschluß daran wurde uns der Zoologische Garten gezeigt und beim Gläschen Bier wurden auch noch die Chancen für den Wettkampf besprochen, jedoch war keine Einigung zu erzielen, denn jede Partei ‚wollte‘ verlieren. Die Spieler fuhren hierauf zum Imbiß ins Hotel. Um 2.45 Uhr ging es zum Platz, an endlosen Zuschauermassen vorbei. Wohl 5000 Menschen begrüßten die deutsche Mannschaft bei ihrem Erscheinen.“

Die taktische Marschroute der Deutschen für das Spiel wurde vom Kapitän Arthur Hiller festgelegt, der allerdings kaum einen seiner Mitspieler kannte.

## Das Spiel
Der Spielort Basel wurde erst zwei Wochen vorher festgelegt. Eine Schweizer Schokoladenfabrik finanzierte eine Extra-Tribüne für 700 Zuschauer, an der in großen Buchstaben der Werbespruch „Chocolade LUCERNA isst die ganze Welt!“ prangte.
Die Schweizer liefen in rot auf mit dem weißen Kreuz auf der Brust, die Deutschen trugen schwarze Jerseys mit weißem Ärmeln und einem großen Reichsadler auf der Vorderseite.
Als das Spiel im Landhof-Stadion vor 3500 Zuschauern von Schiedsrichter H. P. Devitte angepfiffen wurde, herrschte in Basel Regenwetter. Anstoß hatten die Schweizer. Das 1:0 für Deutschland fiel bereits mit einem der ersten Angriffe der Deutschen in der 6. Minute: Eine Flanke von Rechtsaußen Gustav Hensel lenkte Fritz Förderer in Richtung Tor und der in diesen Schuss grätschende Fritz Becker vollendete. Die zusammengewürfelte deutsche Elf um Kapitän Hiller spielte anfangs recht passabel, doch schon in der 21. Minute glich die Schweiz durch Hans Kämpfer aus.
Kurz darauf setzte ein heftiger Hagelschauer ein, gefolgt von kräftigem Dauerregen, der den Boden aufweichte und schlüpfrig machte. In der 28. Spielminute wurde den Schweizern nach einem misslungenen Rückpass der Deutschen ein Freistoß zugesprochen. Der Schweizer Kapitän Siegfried Pfeiffer schlug den Ball scharf vor das deutsche Tor auf den Kopf von Kämpfer und der 1,90 Meter große Abwehrspieler Jordan verlängerte den Ball ebenfalls per Kopf in das eigene Tor. Nur vier Minuten später schoss Pfeiffer das 3:1 für die Schweiz.
Nach der Halbzeitpause wurden die Schweizer schwächer, so dass Fritz Förderer in der 52. Minute mit einem Alleingang über das gesamte Feld das 2:3 für Deutschland schoss. Doch die Schweiz wurde wieder stärker und schoss in der 57. Minute durch Pfeiffer das 4:2. Mit einem Schuss in die lange Ecke gelang dem Deutschen Fritz Becker das 3:4. In der 89. Minute stellte der Schweizer Hans Kämpfer mit seinem Treffer zum 5:3 den Endstand her.
| Paarung        | Schweiz – Deutschland |
| Ergebnis       | 5:3 (3:1) |
| Datum          | 5. April 1908 |
| Stadion        | Landhof, Basel |
| Zuschauer      | 3.500 |
| Schiedsrichter | H. P. Devitte (In der Schweiz lebender Engländer) |
| Tore           | 0:1 Fritz Becker (6.), 1:1 Hans Kämpfer (21.), 2:1 Ernst Jordan (28., Eigentor), 3:1 Dr. Siegfried Pfeiffer (32.), 3:2 Fritz Förderer (52.), 4:2 Dr. Siegfried Pfeiffer (57.), 4:3 Fritz Becker (69.), 5:3 Hans Kämpfer (89.) |
| Schweiz        | Dr. Ivan Dreyfus (Servette Genf), Marcel Henneberg (Servette Genf), Daniel Hug (FC Basel), Eugène Strauss (FC Montriond Lausanne), Alfred Mégroz (FC Montriond Lausanne), Walter Lehmann (FC Young Boys), Alfred Rubli (FC Young Boys), Dr. Siegfried Pfeiffer ( – FC Basel), Hans Kämpfer (FC Young Boys), Roger Isenegger (FC Montriond Lausanne), Theo Kobelt (FC St. Gallen) Cheftrainer: François Dégérine                                                                           |
| Deutschland    | Fritz Baumgarten (Berliner FC Germania 1888), Ernst Jordan (Magdeburger Fußball- u. Cricket-Club Victoria), Walter Hempel (FC Sportfreunde Leipzig), Karl Ludwig (Kölner SC 1899), Arthur Hiller ( – 1. FC Pforzheim), Hans Weymar (FC Victoria 1895 Hamburg), Gustav Hensel (Casseler FV 95), Fritz Förderer (Karlsruher FV), Eugen Kipp (Stuttgarter Turn- und Sportfreunde), Fritz Becker (Frankfurter FC Kickers), Willy Baumgärtner (Düsseldorfer SV 1904) Cheftrainer: kein Trainer |

## Nach dem Spiel
Die Beobachter und Medien machten die deutsche Abwehr als Verantwortliche für die deutsche Niederlage aus, im Besonderen den für den verletzten Heinrich Riso eingesetzten Ernst Jordan.

„Die Deutschen haben durch ihre Hintermannschaft verloren. Jordan war der schwächste Punkt.“

„Falls nicht der Back Jordan so versagte, wäre es wohl möglich gewesen, ein unentschiedenes Resultat zu erringen.“

Für die Deutschen Fritz Baumgarten, Fritz Becker, Gustav Hensel, Ernst Jordan und Karl Ludwig blieb es das einzige Länderspiel. Die meisten Länderspiele aus dieser Mannschaft bestritt Eugen Kipp, der es auf 18 Länderspiele brachte und zeitweise Rekordnationalspieler war. Mit einem Durchschnittsalter von 22 Jahren und 33 Tagen ist es die drittjüngste Startelf der deutschen Länderspielgeschichte. Nur am 13. März 1909 bei der höchsten Niederlage (0:9 gegen die englische Amateurmannschaft, 21 Jahre und 357 Tage) und am 13. Mai 2014 (0:0 gegen Polen in der WM-Vorbereitung, 21 Jahre, 317 Tage) war das Durchschnittsalter der Startelf geringer.
Für die deutsche Nationalmannschaft blieb es für 104 Jahre die einzige Niederlage in Basel gegen die Schweiz, lediglich gegen Ungarn wurde dort bei der WM 1954 in der Gruppenphase mit 3:8 nochmals ein Spiel verloren. Neben zehn Siegen und einem Remis gegen die Schweiz stehen Siege gegen Österreich (6:1 im WM-Halbfinale 1954), Portugal (3:2 im EM-Viertelfinale 2008) und die Türkei (3:2 im EM-Halbfinale 2008) zu Buche. Die nächste Niederlage in Basel gegen die Schweiz war am 26. Mai 2012, als sie wie beim ersten Länderspiel mit 3:5 verlor.
Die Schweiz war nicht nur Deutschlands erster Gegner, sondern spielte auch sowohl nach dem Ersten als auch dem Zweiten Weltkrieg als erstes Land wieder gegen Deutschland. Auch die deutschen Frauen bestritten ihr erstes Länderspiel gegen die Schweiz, konnten dieses aber 1982 mit 5:1 gewinnen.
Für die deutsche Mannschaft ist die Schweizer Mannschaft der häufigste Länderspielgegner. Deutschland ist zweithäufigster Gegner – nach Italien – der Schweiz. Aus Anlass des 100-jährigen Jubiläums des ersten Spiels trafen beide Mannschaften am 26. März 2008 wieder in Basel aufeinander. Es war gleichzeitig das 800. Länderspiel des DFB und das 679. Länderspiel für die Schweiz.